# Peder Brockenhuus
Peder Brockenhuus (død ca. 1505) var en dansk rigsråd. Han ejede Lerbæk og Vollerslev og var en søn af Johan Brockenhuus til Vollerslev, der var landsdommer på Fyn, og Tove Bild. Første gang, han findes omtalt, er i året 1478, men det vides, at han i sin ungdom havde tjent bispen i Aarhus. 1487 var han lensmand på Høneborg og fra 1495 til sin død landsdommer i Nørrejylland; som rigsråd forekommer han fra 1498.
Efter flere angivelser skal han have været gift to gange og have fået Lerbæk med sin første frue, Ingeborg Nielsdatter Stangeberg. Sikkert er det, at han 1495 var gift med Gese Knudsdatter Reventlow, der formodes at have bragt ham
herregårdene Bramstrup og Damsbo på Fyn. Ligesom han selv i sin tid var Brockenhuusslægtens rigeste og mest ansete mand, således hævdede hans efterkommere denne placering.